# Örnberget, Tullinge
Örnberget är ett berg i Tullinge, öster om Tullingesjön i Tullinge distrikt, Botkyrka kommun, Stockholms län. Bergets högsta punkt når cirka 71,3 meter över havet. Här ligger en av kommunens största fornborgar och en av Mälardalens mest populära klätterklippor.

## Allmänt
Örnberget är resterna av den sprickdal där Tullingesjön bildades och berget utgör den östra förkastningsbranten. Från bergets topp har man en vidsträckt utsikt över Tullingesjön och Tumba och ända bort till Alby. I utkanten av berget uppfördes 1911 en stor stenvilla, Villa Stora Örnberga, för affärskvinnan Amanda Christensen (ägare av Amanda Christensen AB och varumärket Röda Sigillet).

## Örnbergets fornborg
På berget ligger en av kommunens största fornborgar med en utbredning om 230×210 meter (RAÄ-nummer Botkyrka 225:1). Området kan relativt lätt nås från östra sidan och Örnbergsvägen. Här har berget en svagare sluttning och fornborgen skyddas av en mur, cirka 150 meter lång, 2–4 meter bred och 0,5–1,0 meter hög. Muren består av 0,2–0,6 meter stora stenar. Mot syd, väst och norr stupar terrängen brant ner. Örnbergets fornborg byggdes troligen under äldre järnålder (500 f.kr. – 500 e.kr.).

### Bilder, fornborgen

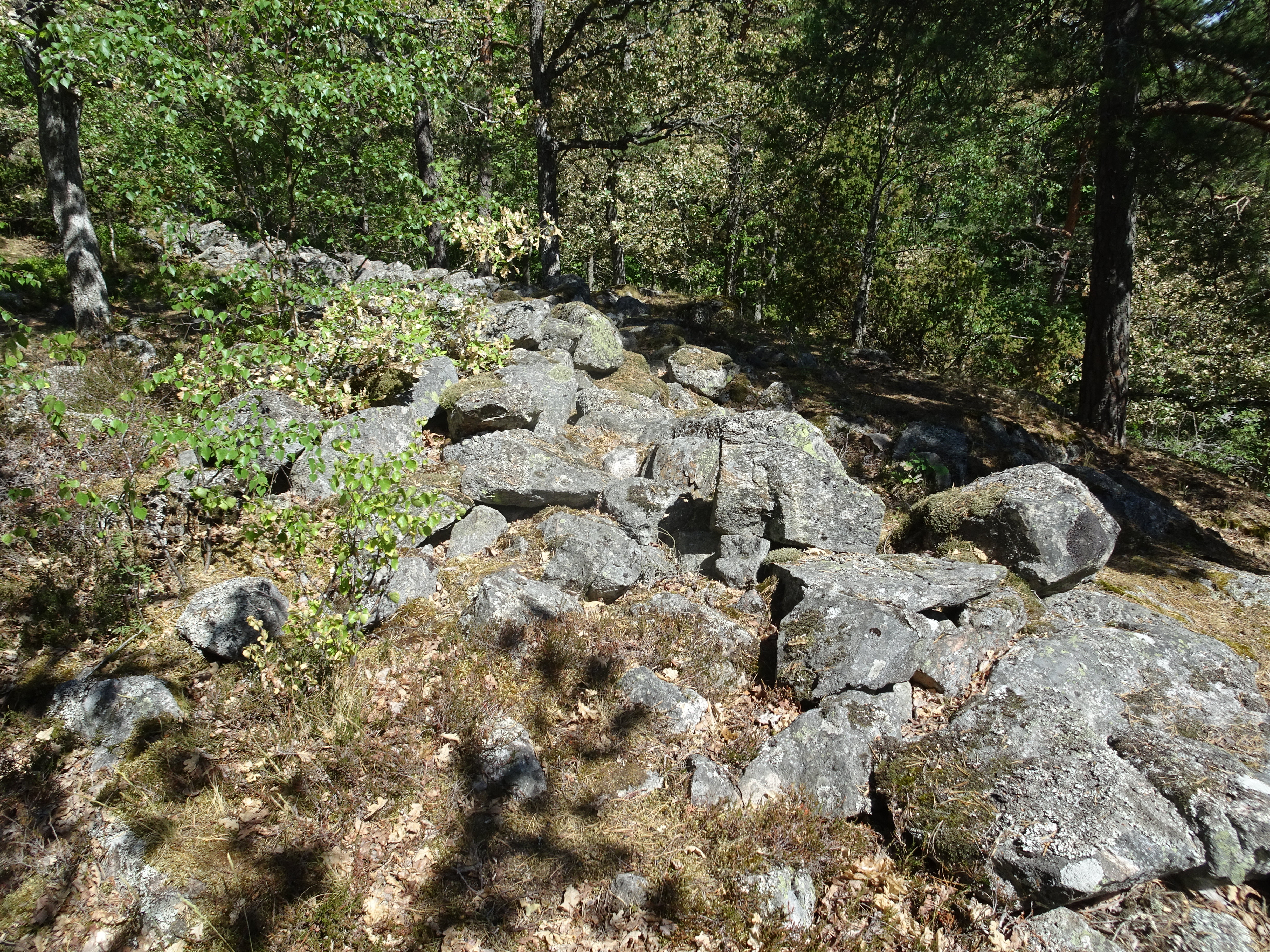
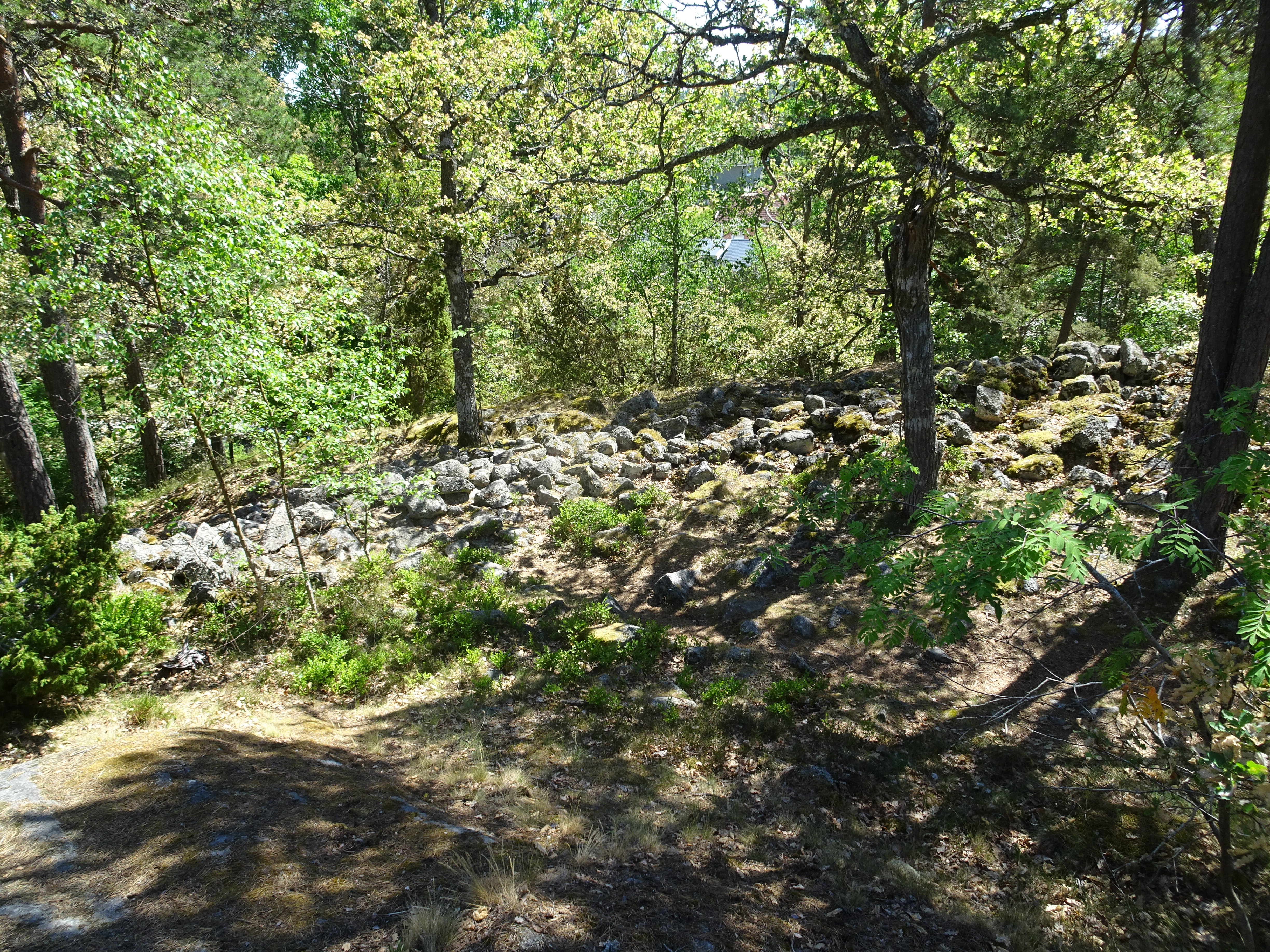
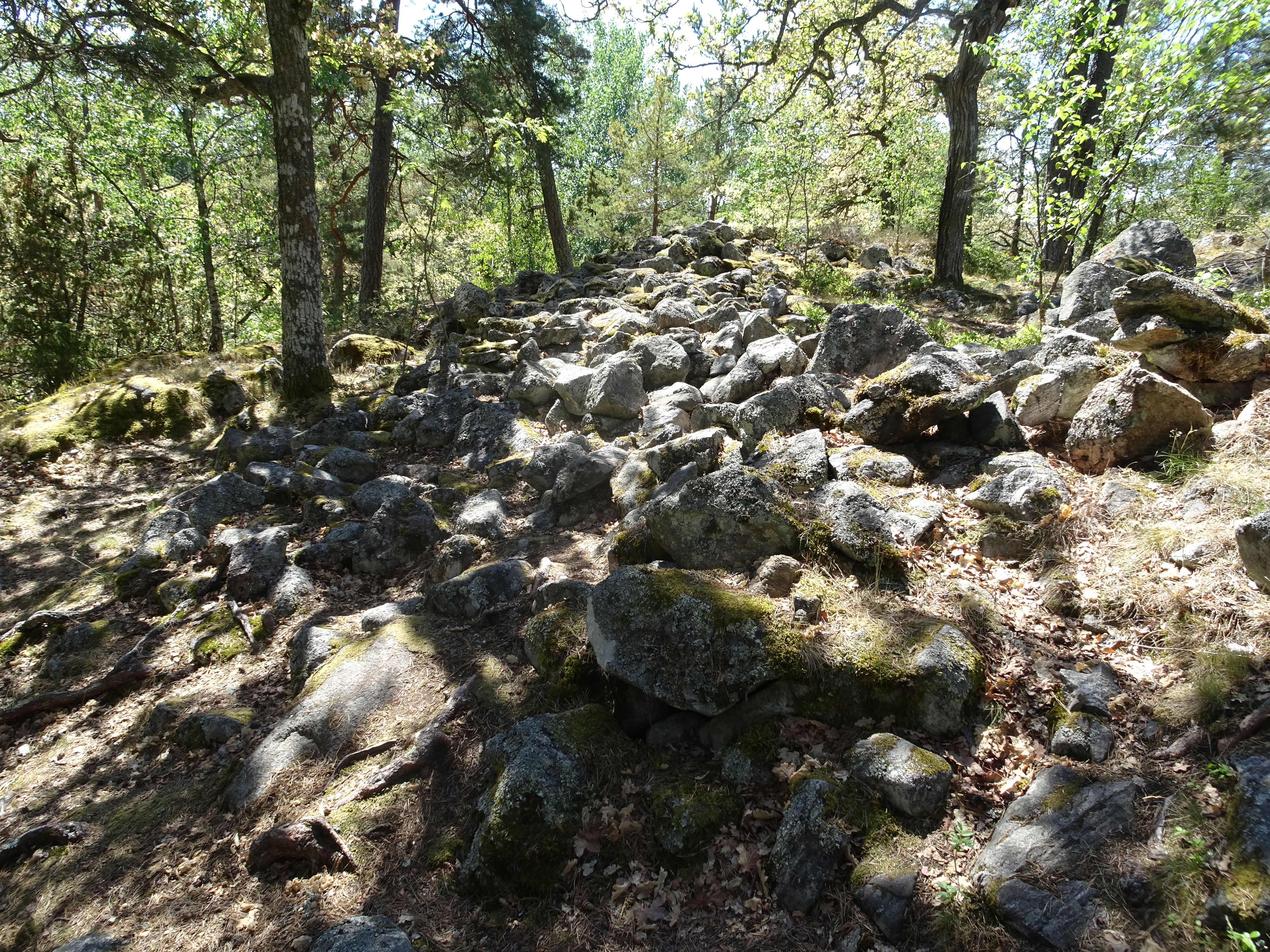
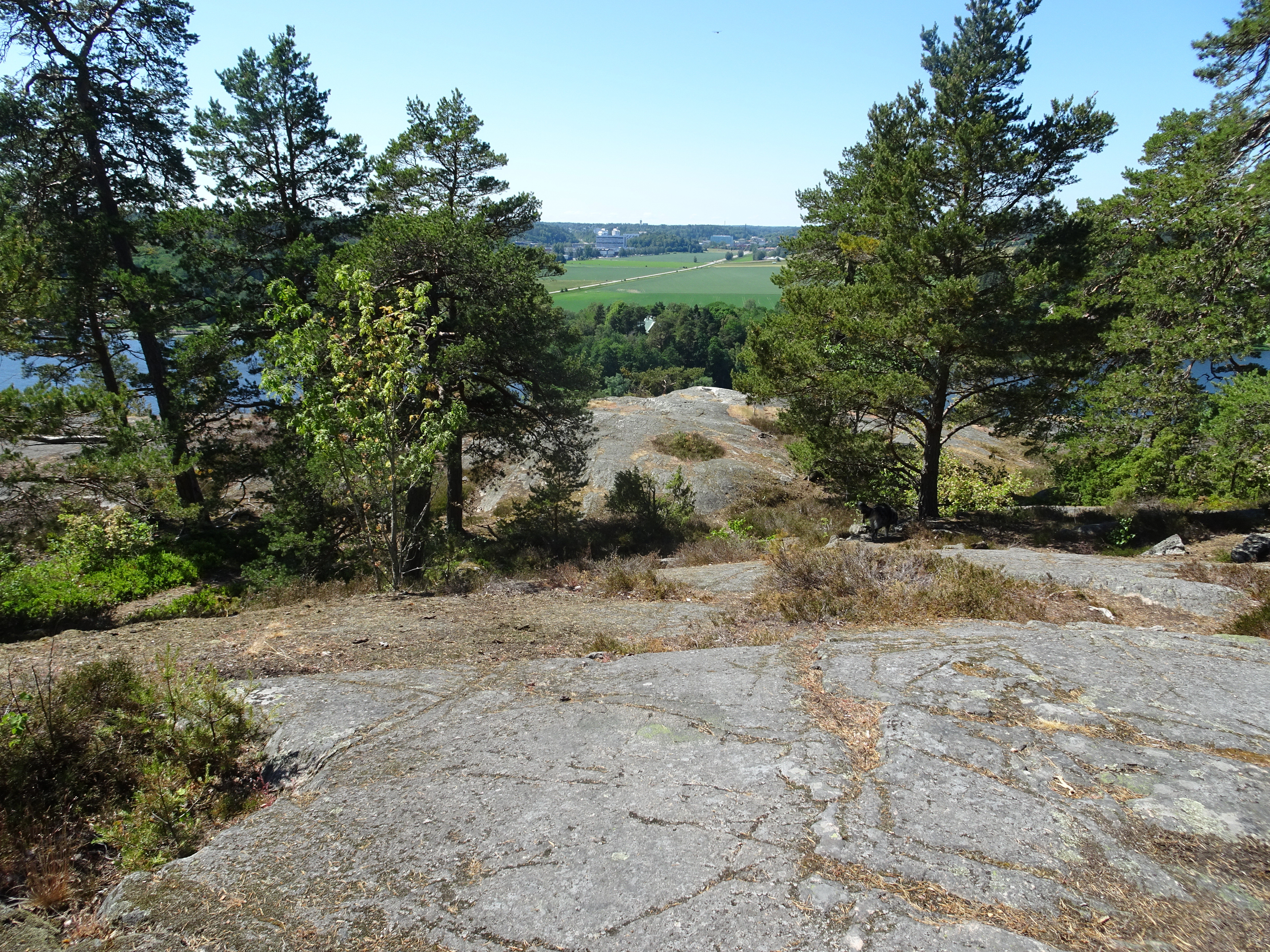

## Klätterberg
Sidan mot väster och Tullingesjön består av en brant, cirka 25 meter hög, klippvägg med många överhäng. Denna granitvägg är ett officiellt klätterberg som sedan 1982 används för sportklättring med fasta leder. Sedan dess har det tillkommit ytterligare ett femtiotal leder som alla har sina egna namn, exempelvis Grodan Boll, Utan tvekan, Svarta änkan och Hälsoresan. Klippan domineras helt av svår till extremt svår klättring. Klätterberget i Tullinge är numera en av de mest populära klätterklipporna i Mälardalen.

### Bilder, klätterklippan

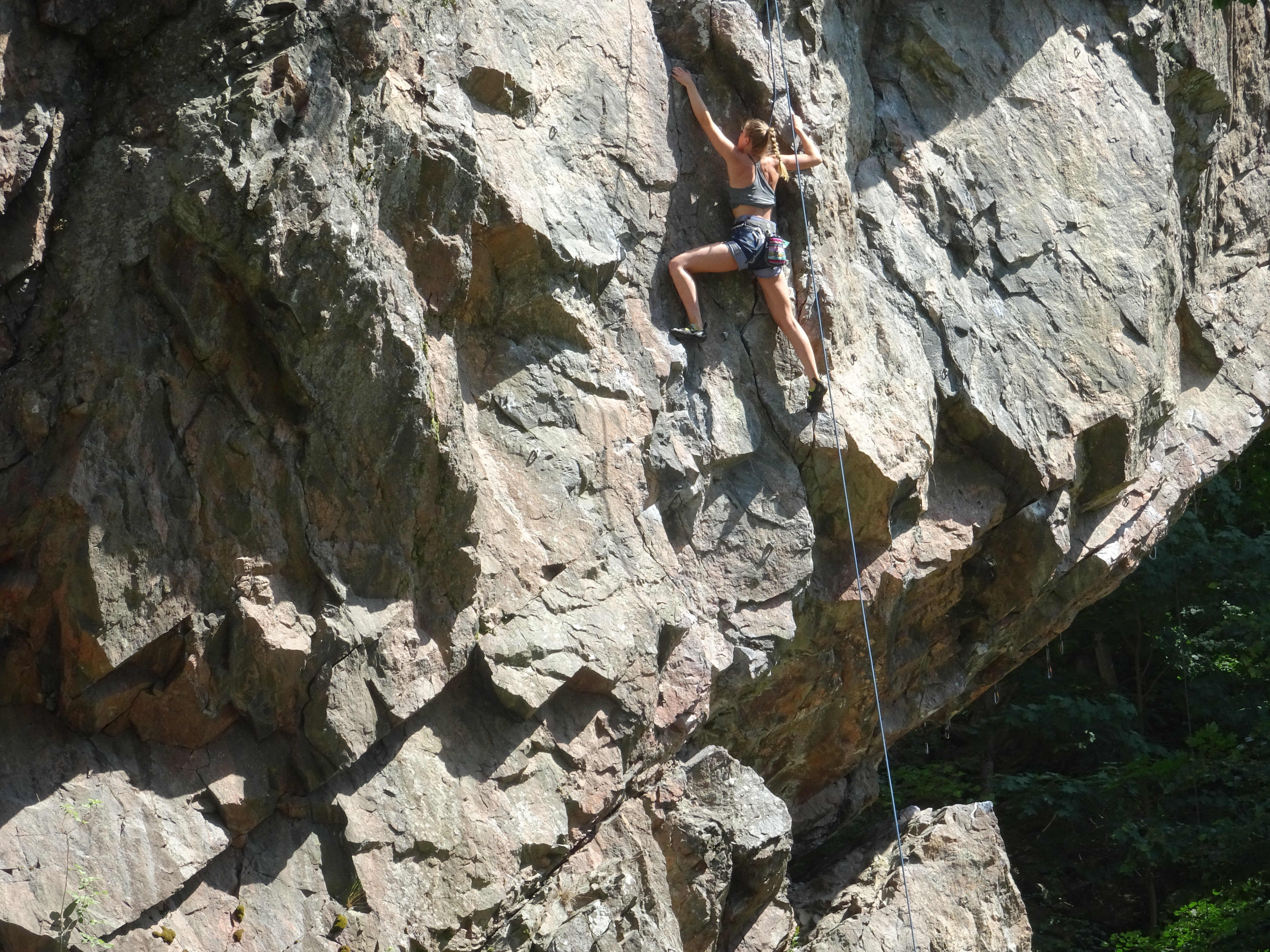
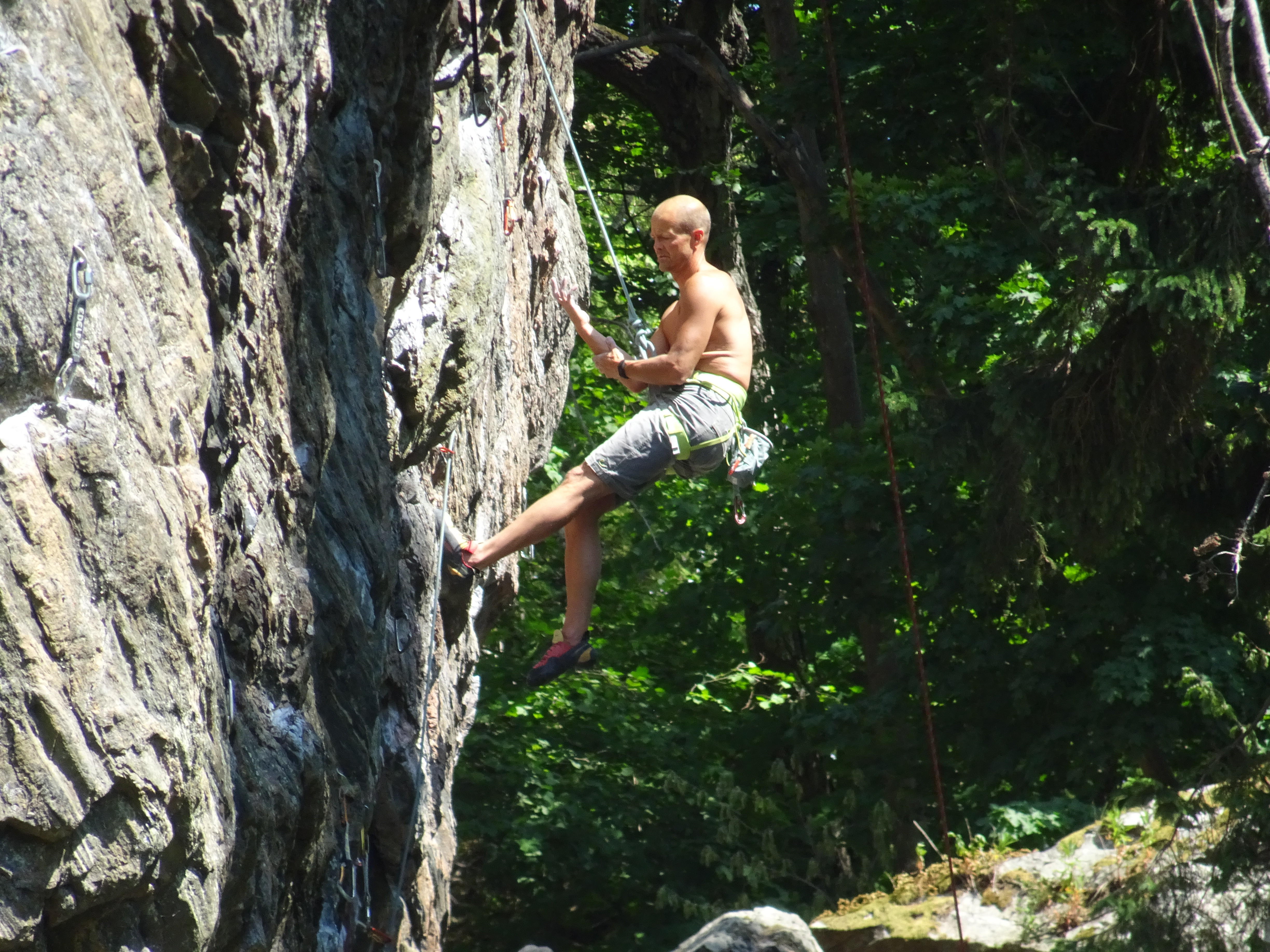
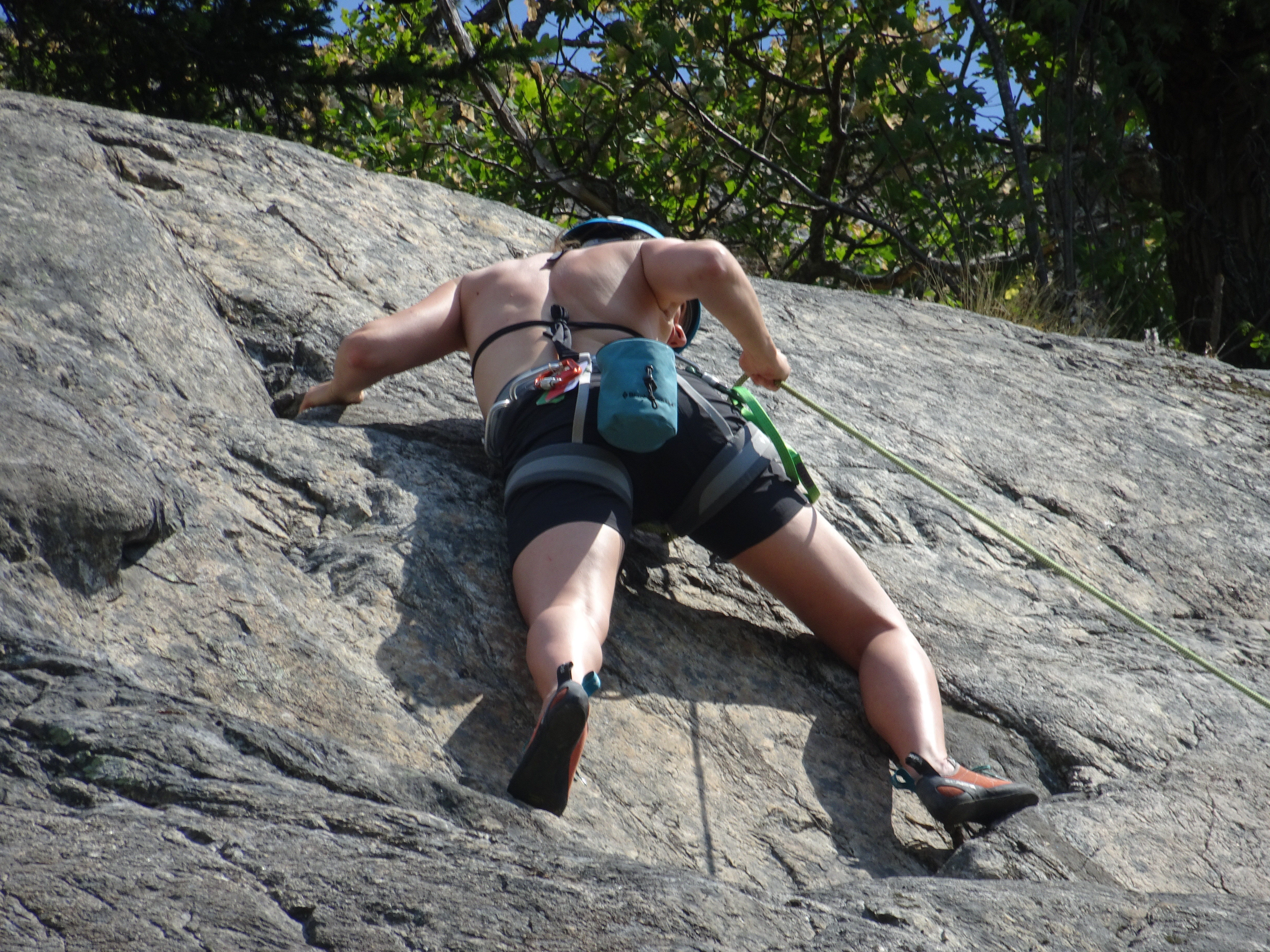
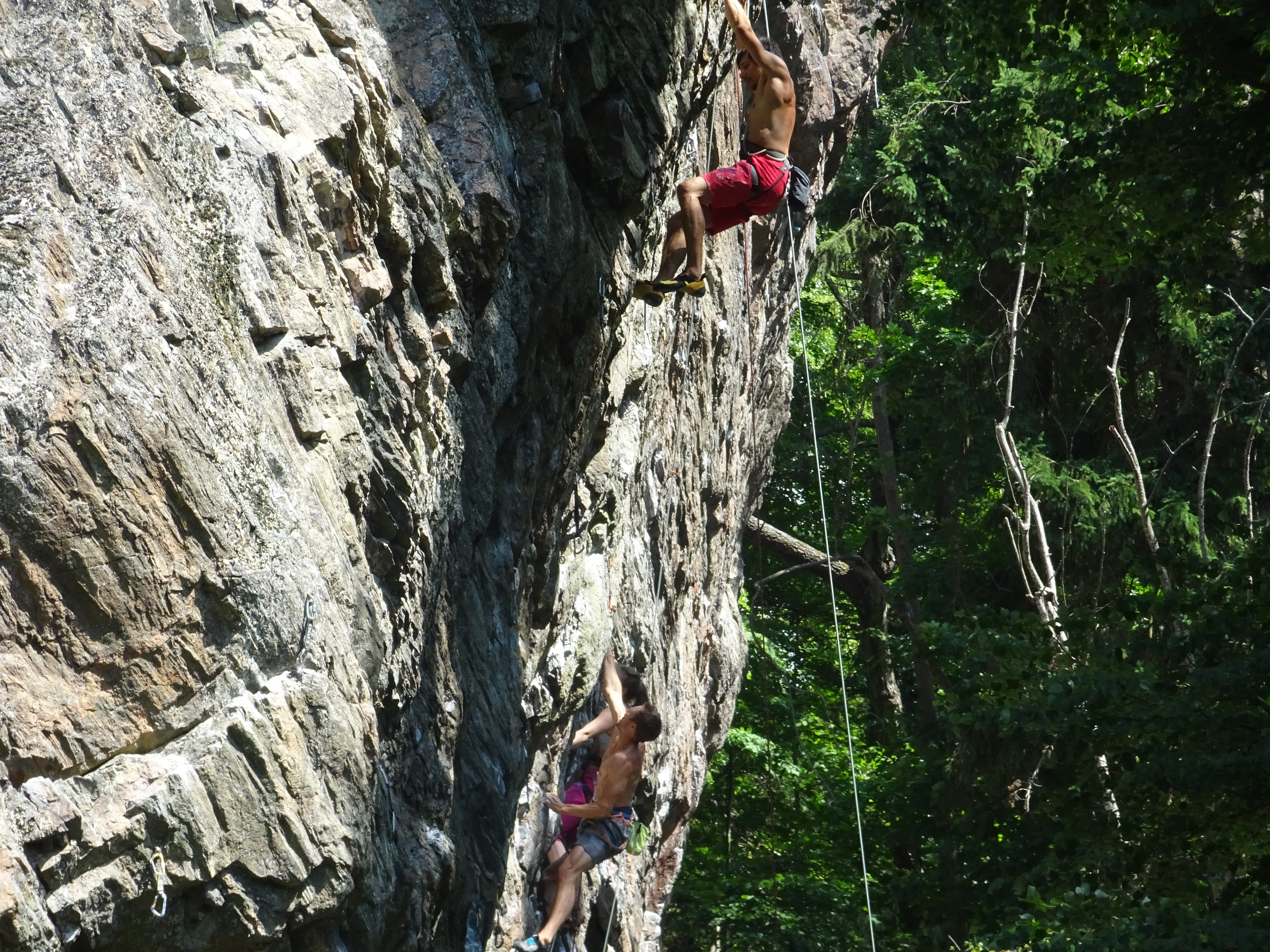